# 소피아 맛손
소피아 마그달레나 맛손(스웨덴어: Sofia Magdalena Mattsson, 1989년 11월 11일~)은 스웨덴의 레슬링 선수로 2016년 하계 올림픽 자유형 53kg급에서 동메달을 획득했다. 

## 개인사
맛손은 이미 몇 개의 세계 선수권 대회 메달을 갖고 있었으나 2번이나 출전한 올림픽에서 메달을 얻지못한 뒤 얻은 메달이라 너무 기쁜 나머지 올림픽 동메달 획득이 확정된 순간 코치, 감독, 심판, 상대 선수까지 포웅하고 국기를 들고 한바퀴 도는 모습을 보여 폭소를 선사하였다. 